# Mireille Christophe Michel-Lévy
Mireille Christophe Michel-Lévy, mit vollem Namen Françoise Mireille Blonde Rébecca Christophe Michel-Lévy, geboren am 7. September 1922 in Versailles, ist eine französische Mineralogin.
Sie ist eine Pionierin der experimentellen Mineralogie und gehört zusammen mit ihrem Vater Albert Michel-Lévy zu den ersten, die Versuche bei hohen Drucken und Temperaturen durchführten. Später wendete sie sich der Erforschung von Meteoriten zu. Bereits Mitte der 1960er Jahre nutzte sie die damals noch neue Elektronenstrahlmikroanalyse zur Untersuchung der meist sehr kleinen Kristalle in Meteoriten und war später eine der Ersten, die Raman-Spektroskopie nutzte, um Kohlenstoff aus Meteoriten zu untersuchen.
Sie publizierte die erste Beschreibung eines Calcium-Aluminium-reichen Einschlusses, entdeckte das erste Vorkommen von Grossit in Meteoriten und lieferte die erste Beschreibung eines Aluminium- und Titan-reichen Klinopyroxens. Bis zu ihrem Ruhestand Anfang der 1990er Jahre hatte sie eine Forschungsstelle im CNRS in Paris und publizierte auch darüber hinaus zahlreiche Beschreibungen von Meteoriten und den darin enthaltenen Mineralen.
Heute wohnt sie in Brunoy in der Nähe von Paris.

## Leben und Werk
Françoise Mireille Blonde Rébecca Michel-Lévy wurde am 7. September 1922 in Versailles bei Paris geboren. Ihr Vater, Albert Michel-Lévy (* 3. Juli 1877; † 2. Mai 1955), war Professor für Geologie und Mineralogie an der Universität von Paris. Ihre Mutter war Margerite Michel-Lévy, geborene Kiefe (* 14. Juni 1887; † 23. Dezember 1971). Sie ist die jüngste von 5 Geschwistern, ihrer ältesten Schwester Hélène Michel-Lévy (* 16. September 1909; † 1. Juni 2002), ihrem im Zweiten Weltkrieg erschossenen Bruder Roger Michel-Lévy (* 24. Juli 1911; † 13. Februar 1944), der acht Jahre älteren Henriette Michel-Lévy (* 11. August 1914; † 6. September 2010) und der 4 Jahre älteren Denise Michel-Lévy (* 25. Januar 1918; † 11. September 2016).
Am 19. November 1949 heiratete sie den Inspektor der SNCF Léon Christophe (* 6. Juli 1909; † 17. Dezember 2003). Aus der Ehe gingen drei Kinder hervor.
Ihre wissenschaftliche Karriere begann sie 1946 im Labor von Jean Wyart an der Sorbonne in Paris, wo sie zunächst mit ihrem Vater zusammen an Mineralsynthesen unter hohen Druck und Temperaturen arbeitete (z. B. „Reproduction artificielle à haute pression de la biotite et de la hercynite“, 1947). Diese Arbeit mit den schwer zu analysierenden Syntheseprodukten, die Probenmengen sind meist sehr gering und die Kristalle unter einem Mikroskop oft kaum erkennbar, prägte ihre gesamte Laufbahn.
Neben den Mineralsynthesen beschäftigte sie sich mit der Untersuchung natürlicher Minerale und deren oft sehr feinkörnigen Umwandlungsprodukten (z. B. „Sur l'altération de la cordiérite“, 1960). Ab Mitte der 1960er Jahre beschäftigte sie sich zusätzlich mit der Mineralogie von Meteoriten, insbesondere den Chondriten. Auf diesem Gebiet machte sie ihre bedeutendsten Entdeckungen. Sie publizierte die erste Beschreibung eines Calcium-Aluminium-reichen Einschlusses („Un chondre exceptionnel dans la météorite de Vigarano“, 1968) und erkannte dessen Bedeutung als frühes Kondensationsprodukt des Sonnennebels. In dieser Arbeit beschrieb sie auch Reaktionssäume dieser Einschlüsse, die später nach den Geologen D. A. Wark und J. F. Lowering benannt wurden (Wark-Lowering-Rims). Später lieferte sie die erste Beschreibung eines Aluminium- und Titan-reichen Klinopyroxens („A new mineral in the Vigarano meteorite“, 1970), der später nach dem amerikanischen Mineralogen Lawrence Grossman Grossmanit benannt wurde, und entdeckte das erste natürliche Vorkommen der Verbindung CaAl4O7 in einem Meteoriten („A new calcium-aluminate from a refractory inclusion in the Leoville carbonaceous chondrite“, 1982), die später nach der israelischen Mineralogin Shulamit Gross Grossit genannt wurde.
In den 1970er Jahren gehörte ihr Labor zu den wenigen weltweit, dem Proben von Mondgestein einer Apollo-Mission anvertraut wurden (z. B. „Études de minéraux métalliques lunaires de quelques échantillons d'Apollo 16“, 1973) und in den 1990er Jahren widmete sie sich der Analyse von Mikrometeoriten, die im Eis der Antarktis gefunden wurden (z. B. „A collection of diverse micrometeorites recovered from 100 tons of Antarctic blue ice“, 1991).
Bis zum Ende ihrer Laufbahn behielt sie ihre feste Stelle am Centre national de la recherche scientifique (CNRS) und auch nach ihrem Ruhestand zu Beginn der 1990er Jahre behielt sie ihr Arbeitszimmer an der Sorbonne und publizierte weitere 20 Jahre. Zu ihren letzten Publikationen gehört eine Arbeit über den Meteoriten Campos Sales Brazil („The Campos Sales Brazil meteorite: A lightly shocked L5 chondrite fall“, 2010).

## Publikationen
Hier eine Auswahl ihrer Publikationen zu verschiedenen Arbeitsbereichen:
| Jahr | Synthesen | Petrologie | Meteorite | Micrometeorite | Mondgesteine |
| ---- | --- | --- | --- | --- | --- |
| 1947 | Albert Michel-Lévy, Jean Wyard, Mireille Christophe Michel-Lévy: Reproduction artificielle à haute pression de la biotite et de la hercynite. In: Comptes rendus Acad. Sci. Band 225, 1947, S. 85–87. | | | | |
| 1949 | | M. Michel-Lévy: Le gisement des rhyolites de Lusclade. Leurs sphérolites aux rayons X. In: Bulletin de la Société française de Minéralogie et de Cristallographie. Band 72(7-9), 1949, S. 362–366, doi:10.3406/bulmi.1949.4673. | | | |
| 1952 | | Mme Christophe-Michel-Lévy, M. C. Kurylenko: Un cas d'altération de la tourmaline dans une roche. In: Bulletin de la Société française de Minéralogie et de Cristallographie. Band 75(7-9), 1952, S. 446-446, doi:10.3406/bulmi.1952.4787. | | | |
| 1953 | Mme Mireille Christophe-Michel-Lévy: Reproduction artificielle de minéraux qui apparaissent dans le métamorphisme de contact du granite. In: Bulletin de la Société française de Minéralogie et de Cristallographie. Band 76(7-9), 1953, S. 237–293, doi:10.3406/bulmi.1953.4839.                                                          | Mme Christophe-Michel-Lévy, A. Sandréa: La högbomite de Frain (Tchécoslovaquie). In: Bulletin de la Société française de Minéralogie et de Cristallographie. Band 76(10-12), 1953, S. 430–433, doi:10.3406/bulmi.1953.4855. | | | |
| 1954 | Mireille Christophe-Michel-Lévy: Reproduction synthétique de minéraux voisins de l'aegyrine par voie hydrothermale. II. Température de formation de l'aegyrine. In: Bulletin de la Société française de Minéralogie et de Cristallographie. Band 77(10-12), 1954, S. 1328–1329, doi:10.3406/bulmi.1954.4971.                               | | | | |
| 1955 | J. Wyart, Mme M. Christophe-Michel-Lévy: Reproduction hydrothermale des feldspathoïdes du groupe de la néphéline et de la sodalite. In: Bulletin de la Société française de Minéralogie et de Cristallographie. Band 78(10-12), 1955, S. 577–584, doi:10.3406/bulmi.1955.5036.                                                             | | | | |
| 1956 | M. Christophe-Michel-Lévy: Reproduction artificielle des grenats calciques : grossulaire et andradite. In: Bulletin de la Société française de Minéralogie et de Cristallographie. Band 79(1-3), 1956, S. 124–128, doi:10.3406/bulmi.1956.5053.                                                                                            | | | | |
| 1957 | M. Christophe-Michel-Lévy: Premiers stades du métamorphisme artificiel d'une dolomie siliceuse : formation de trémolite et de diopside. In: Bulletin de la Société française de Minéralogie et de Cristallographie. Band 80(7-9), 1957, S. 297–302, doi:10.3406/bulmi.1957.5174.                                                           | | | | |
| 1959 | | - M. Christophe-Michel-Lévy: Sur un cas particulier de schiste noduleux à diaspore d'Heas (Pyrénées). In: Bulletin de la Société française de Minéralogie et de Cristallographie. Band 82(1-3), 1959, S. 96–97, doi:10.3406/bulmi.1959.5314. - M. Christophe-Michel-Lévy, A. Emberge, A. Sandréa: Matériaux pour la minéralogie de Madagascar. II. La dumortiérite de Riampotsy. In: Bulletin de la Société française de Minéralogie et de Cristallographie. Band 82(1-3), 1959, S. 77–79, doi:10.3406/bulmi.1959.5307. | | | |
| 1960 | M. Christophe-Michel-Lévy: Reproduction artificielle de l'idocrase. In: Bulletin de la Société française de Minéralogie et de Cristallographie. Band 83(1-3), 1960, S. 23–25, doi:10.3406/bulmi.1960.5371. | Mireille Christophe Michel-Lévy: Sur l'altération de la cordiérite. In: Bulletin de la Société française de Minéralogie et de Cristallographie. Band 83-4-6, 1960, S. 142–143, doi:10.3406/bulmi.1960.5397. | | | |
| 1961 | M. Christophe-Michel-Lévy: Reproduction artificielle de quelques minéraux riches en zirconium (zircon, eudialyte, catapléite, elpidite); comparaison avec leurs conditions naturelles de formation. In: Bulletin de la Société française de Minéralogie et de Cristallographie. Band 84(3), 1961, S. 265–269, doi:10.3406/bulmi.1961.5487. | - E. Jérémine, M. Christophe-Michel-Lévy: Un nouveau gisement de narsarsukite (Identification d'un minéral dénommé provisoirement « gouréite » par A. Lacroix en 1934). In: Bulletin de la Société française de Minéralogie et de Cristallographie. Band 84(2), 1961, S. 191–194, doi:10.3406/bulmi.1961.5466. - M. Christophe-Michel-Lévy: Remarques sur l'épididymite. In: Bulletin de la Société française de Minéralogie et de Cristallographie. Band 84(3), 1961, S. 320, doi:10.3406/bulmi.1961.5497.             | | | |
| 1962 | Mireille Christophe-Michel-Lévy: Identification d'un silicozirconate de sodium artificiel au niveau minéral vlasovite Na2ZrSi4O11. In: Bulletin de la Société française de Minéralogie et de Cristallographie. Band 85(2), 1962, S. 189–190, doi:10.3406/bulmi.1962.5566.                                                                  | | | | |
| 1964 | Mireille Christophe-Michel-Lévy: Synthèses hydrothermales dans le système gehlénite˗akermanite, Ca2Al2SiO7 — Ca2Mg2Si2O7 en milieu carbonaté. In: Bulletin de la Société française de Minéralogie et de Cristallographie. Band 87(1), 1964, S. 28–30, doi:10.3406/bulmi.1964.5695.                                                         | M. Christophe-Michel-Lévy, J. Goñi: Étude minéralogique et géochimique d'une latite vitreuse à biotite et plagioclase. In: Bulletin de la Société française de Minéralogie et de Cristallographie. Band 87(3), 1964, S. 385–392, doi:10.3406/bulmi.1964.5754. | | | |
| 1965 | | | Mireille Christophe Michel-Lévy, Hubert Curien, Juan C. Goñi: Étude à la microsonde électronique d'un chondre d'olivine et d'un fragment riche en cristobalite de la météorite de Nadiabondi. In: Bulletin de la Société française de Minéralogie et de Cristallographie. Band 88-1, 1965, S. 122–125, doi:10.3406/bulmi.1965.5812. | | |
| 1967 | Mireille Christophe-Michel-Lévy: Sur le mécanisme de « l'échange » Na˗K par voie hydrothermale dans l'albite. In: Bulletin de la Société française de Minéralogie et de Cristallographie. Band 90(3), 1967, S. 411–413, doi:10.3406/bulmi.1967.6145.                                                                                       | | | | |
| 1968 | Mireille Christophe-Michel-Lévy: Observations microscopiques de l'échange Na˗K dans les feldspaths alcalins. In: Bulletin de la Société française de Minéralogie et de Cristallographie. Band 91(5), 1968, S. 503–507, doi:10.3406/bulmi.1968.6270.                                                                                        | | Mireille Christophe Michel-Lévy: Un chondre exceptionnel dans la météorite de Vigarano. In: Bulletin de la Société française de Minéralogie et de Cristallographie. Band 91(2), 1968, S. 212–214, doi:10.3406/bulmi.1968.6215. | | |
| 1970 | | | - M. Christophe-Michel-Levy, R. Caye, & J. Nelen: A new mineral in the Vigarano meteorite. In: Meteoritics. Band 5, 1970, S. 221 (harvard.edu [PDF; 25 kB; abgerufen am 11. Januar 2019]). - Mireille Christophe Michel-Lévy, Claude Lévy, Jean-Philippe Lefranc, H. B. Wiik: La météorite de Tiberrhamine (Sahara, algérien). In: Bulletin de la Société française de Minéralogie et de Cristallographie. Band 93(1), 1970, S. 114–119, doi:10.3406/bulmi.1970.6434. | | |
| 1971 | | | - Dominique Y. Jérôme, Mireille Christophe Michel-Lévy: Quelques aspects remarquables de la météorite achondritique de Malvern (Afrique du Sud). In: Bulletin de la Société française de Minéralogie et de Cristallographie. Band 94(2), 1971, S. 156–161, doi:10.3406/bulmi.1971.6571. - M. Christophe Michel-Lévy: De fausses enclaves dans certaines chondrites : les brèches chondritiques. In: Bulletin de la Société française de Minéralogie et de Cristallographie. Band 94(1), 1971, S. 89–91, doi:10.3406/bulmi.1971.6558. | | |
| 1973 | | | | | - M. Christophe Michel-Levy, Claude Lévy, Zdenek Johan: Études de minéraux métalliques lunaires de quelques échantillons d'Apollo 16. In: Bulletin de la Société française de Minéralogie et de Cristallographie. Band 96(6), 1973, S. 359–364, doi:10.3406/bulmi.1973.68497. - M.Christophe Michel-Levy, C. Willaime: Etude d'un chondre extrait du lot 118-111 de sol lunaire de la Mer de la Fécondité. In: Geochimica et Cosmochimica Acta. Band 37(9), 1973, S. 2033–2035, doi:10.1016/0016-7037(73)90006-9. |
| 1976 | | | Mireille Christophe Michel-Levy: La matrice noir et blanche de la chondrite Tieschitz (H3). In: Earth and Planetary Science Letters. Band 30-1, 1976, S. 143–150, doi:10.1016/0012-821X(76)90017-0. | | |
| 1977 | | | - B. Cervelle, M. Christophe Michel-Lévy, C. Desnoyers: Occurrence of Chromiferous Sulfides and Oxides in the Allende Chondrite. In: Meteoritics. Band 12, 1977, S. 191. - Mireille Christophe Michel-Lévy, Bernard Cervelle, Christian Desnoyers: Localisation de sulfures et d'oxydes chromifères dans la météorite d'Allende. In: Bulletin de la Société française de Minéralogie et de Cristallographie. Band 100(5), 1977, S. 258–262, doi:10.3406/bulmi.1977.7146. - Mireille Christophe Michel-Levy: Remarques sur la matrice des chondrites ordinaires d'apres l'observation de quelques chondrites a bronzite peu ou pas choquees. In: Earth and Planetary Science Letters. Band 34(1), 1977, S. 155–158, doi:10.1016/0012-821X(77)90117-0. - C. DesnoyersM. Christophe Michel-Lévy: The Silicates in the Niger I Meteorite (C2). In: Meteoritics. Band 12, 1977, S. 205, bibcode:1977Metic..12R.205D. - B. Cervelle, M. Christophe Michel-Lévy, C. Desnoyers: Occurrence of Chromiferous Sulfides and Oxides in the Allende Chondrite. In: Meteoritics. Band 12, 1977, S. 191, bibcode:1977Metic..12Q.191C. - M. Christophe Michel-Lévy: SEM Observations on H Group Chondrites. In: Meteoritics. Band 12, 1977, S. 194, bibcode:1977Metic..12..194M.                                            | | |
| 1978 | | | - Jean-Claude Lorin de la GrandmaisonM. Christophe Michel-Lévy: Radiogenic 26Mg fine-scale distribution in Ca-Al inclusions of the Allende and Leoville Meteorites. In: Fourth International Confference Geochronology, Cosmochronology and Isotope Geology. 1978. - Jean-Claude Lorin de la GrandmaisonM. C. Michel-Levy: Heavy Rare Metals and Magnesium Isotopic Anomalies in Allende and Leoville Calcium-Aluminum Rich Inclusions. In: LUNAR AND PLANETARY SCIENCE. Band 9, 1978, S. 660–662, bibcode:1978LPI.....9..660L. - J. C. Lorin, M. Christophe Michel-Lévy, C. Desnoyers: Ophitic Ca-Al inclusions in the Allende and Leoville meteorites - A petrographic and ion-microprobe study. In: Meteoritics. Band 13, 1978, S. 537–540, bibcode:1978Metic..13..537L. - Mireille Christophe-Michel-Lévy: Trois chondrites à hypersthène tombées en France depuis 1959. In: Bulletin de Minéralogie. Band 101(5-6), 1978, S. 580–581, doi:10.3406/bulmi.1978.7238. | | |
| 1979 | | | - M. Christophe Michel-Levy, Jean-Claude Lorin de la Grandmaison: EL Quemado, a new type of stone meteorite fallen near Acapulco - A preliminary report. In: Revista Mexicana de Astronomía y Astrofísica. Band 4, 1979, S. 279–282, bibcode:1979RMxAA...4..279M. - J. Danon, Rosa Bernstein Scorzelli, Izabel de Souza Azevedo, M. Christophe Michel-Lévy: Nickel-Iron Superstructure in Metal Particles of Chondrites. In: Nature. Band 281, 1979, S. 469–471, doi:10.1038/281469a0. - M. Christophe Michel-Levy, Jean-Claude Lorin de la Grandmaison, H. Palme, L. Schultz, B. Spettel, H. Wanke, H. W. Weber: Comparison of Two Unusual Chondritic Meteorites: ALHA77081 and Acapulco. In: Meteoritics. Band 14, 1979, S. 364–366, bibcode:1979Metic..14..364C. - M. Christophe Michel-LévyM. MadonC. Willaime: Optical and TEM Studies of Some Leoville Textural Features. In: Meteoritics. Band 14, 1979. - Mireille Christophe-Michel-Lévy: La pierre de Sena : des informations sur les conditions de formation des chondrites à bronzite. In: Bulletin de Minéralogie. Band 102(4), 1979, S. 410–414, doi:10.3406/bulmi.1979.7337. | | |
| 1980 | Mireille Christoph Michel-Lévy, Geneviève Goue, Jean Wyart: Synthèse hydrothermale de la bénitoite. In: Bulletin de Minéralogie. Band 103(1), 1980, S. 118–119, doi:10.3406/bulmi.1980.7382. | | M. C. Michel-Lévy, H. Palme, B. Spettel, H. Wänke: The Bouvante Eucrite. In: Meteoritics. Band 15, 1980, S. 272, bibcode:1980Metic..15..272C. | | |
| 1981 | | | - Mireille Christophe Michel-Lévy & Alain Lautie: Microanalysis by Raman spectroscopy of carbon in the Tieschitz chondrite. In: Nature. Band 292, 1981, S. 321–322, doi:10.1038/292321a0. - Mireille Christophe Michel-Lévy & Alain Lautie: Microanalysis by Raman Spectroscopy of Carbon in Chondrites. In: Meteoritics. Band 16, 1981, S. 301, bibcode:1981Metic..16Q.301C. - J. Danon, M. Christophe Michel-Lévy, C. Jenanno, K. Keil, C. B. Gomes, Rosa Bernstein Scorzelli, Izabela Azevedo: Awaruite (Ni3 Fe) in the Genomict LL Chondrite Parambu: Formation under High fO2. In: Meteoritics. Band 16, 1981, S. 305, bibcode:1981Metic..16..305D. - H. Palme, L. Schultz, B Spettel, H.W Weber, H Wänke, M.Christophe Michel-Levy, Jean-Claude Lorin de la Grandmaison: The Acapulco meteorite: Chemistry, mineralogy and irradiation effects. In: Geochimica et Cosmochimica Acta. Band 45(5), 1981, S. 727–752, doi:10.1016/0016-7037(81)90045-4. - Mireille Christophe Michel-Levy: Some clues to the history of H-group chondrites. In: Earth and Planetary Science Letters. Band 54(1), 1981, S. 67–80, doi:10.1016/0012-821X(81)90070-4. - G. Kurat, F. Brandstätter, H. Palme, M. Christophe Michel-Lévy: Rusty Ornans. In: Meteoritics. Band 16, 1981, S. 343, bibcode:1981Metic..16..343K. | | |
| 1982 | | | - Mireille Christophe Michel-Lévy, Gero Kurat, Franz Brandstätter: A new calcium-aluminate from a refractory inclusion in the Leoville carbonaceous chondrite. In: Earth and Planetary Science Letters. Band 61-1, 1982, S. 13–22, doi:10.1016/0012-821X(82)90033-4. - L. Schultz, H. Palme, B. Spettel, H. W. Weber, H. Wanke, M. Christophe Michel-Levy, Jean-Claude Lorin de la Grandmaison: Allan Hills 77081-An unusual stony meteorite. In: Earth and Planetary Science Letters. Band 61-1, 1982, S. 23–31, doi:10.1016/0012-821X(82)90034-6. | | |
| 1983 | | | C. Desnoyers, M. Christophe Michel-Lévy: The Olivine in the Lunar Meteorite ALHA 81005. In: Meteoritics. Band 18, 1983, S. 290, bibcode:1983Metic..18..290D. | | |
| 1985 | | | - M. Christophe Michel-Lévy: The Contribution of Preaccretionary Alteration Products of Chondrules and Inclusions of Allende Matrix. In: Meteoritics. Band 20(4), 1985, S. 625, bibcode:1985Metic..20Q.625C. - C. Desnoyers, M. Christophe Michel-Levy, Izabela Azevedo, Rosa Bernstein Scorzelli, J. Danon, G. E. da Silva: Mineralogy of the Bocaiuva iron meteorite - A preliminary study. In: Meteoritics. Band 20(1), 1985, S. 113–124, doi:10.1111/j.1945-5100.1985.tb00851.x. | | |
| 1987 | | | Mireille Christophe Michel-Lévy, Michèle Bourot-Denise, Herbert Palme, Bernhardt Spettel, Heinrich Wanke: L'eucrite de Bouvante. Chimie, pétrologie et minéralogie. In: Bulletin de Minéralogie. Band 110(4), 1987, S. 449–458, doi:10.3406/bulmi.1987.8040. | | |
| 1988 | | | * Lennox A. Graham, M. Christophe Michel-Levy, J. Danon, A. J. Easton: The Tuxtuac, Mexico, Meteorite, an LL5 Chondrite Fall. In: Meteoritics. Band 23(4), 1988, S. 321–323, doi:10.1111/j.1945-5100.1988.tb00916.x. - Mireille Christophe Michel-Levy: A new component of the Mezo-Madaras breccia: a microchondrule- and carbon-bearing L-related chondrite. In: Meteoritics. Band 23(1), 1988, S. 45–48 (harvard.edu [PDF; 142 kB; abgerufen am 18. November 2023]). | | |
| 1991 | | | M. Amouri, Laridhi Ouazaa Nejia, M. Christophe Michel-Lévy, F. Rekhiss: The Sfax L6 chondrite - A new fall from Tunisia. In: Meteoritics. Band 26(1), 1991, S. 11, doi:10.1111/j.1945-5100.1991.tb01009.x. | M. Maurette, C. Olinger, M. Christophe Michel-Levy, G. Kurat, M. Pourchet, F. Brandstätter & M. Bourot-Denise: A collection of diverse micrometeorites recovered from 100 tonnes of Antarctic blue ice. In: Nature. Band 351, 1991, S. 44–47, doi:10.1038/351044a0. | |
| 1992 | | | | Mireille Christophe Michel-LevyMichele Bourot-Denise: Mineral composition in Antarctic and Greenland micrometeorites. In: Meteoritics. Band 27(1), 1992, S. 73–80, doi:10.1111/j.1945-5100.1992.tb01057.x.                                                          | |
| 1994 | | | M. Christophe Michel-Levy, E. Robin, E. Robin, Ph. Blanc: Occurrence of noble metals in aluminum- and chromium-rich objects in ordinary chondrites and of baddeleyite ZrO2 in a chromite inclusion. In: Meteoritics. Band 30(1), 1994, S. 15–19, doi:10.1111/j.1945-5100.1995.tb01206.x. | Cecile Engrand, M. Christophe Michel-Levy, C. Jouret, G. Kurat, Michel Maurette, Michel Perreau: Are the most C-rich antarctic micrometeorites exotic? In: Meteoritics. Band 29(4), 1994, S. 464, bibcode:1994Metic..29Q.464E.                                      | |
| 1995 | | | W. F. Vieira, T. V. V. Costa, M. A. B. Araujo, M. Christophe Michel-Levy, A. M. Dreher, Rosa Bernstein Scorzelli: The Campos Sales Chondrite: A New Fall from Ceara State, Brazil. In: Meteoritics. Band 30(5), 1995, S. 591, bibcode:1995Metic..30Q.591V. | Cecile Engrand, J. Walter, M. Zolensky, M. Christophe Michel-Levy, G. Kurat, Michel Maurette: Electron microprobe studies of stratospheric and antarctic micrometeorites. 1995.                                                                                     | |
| 1996 | | | Rosa Bernstein Scorzelli, Izabela Azevedo, Ida Ortalli, Giuseppe Pedrazzi, Achille Bonazzi, M. C. Michel-Levy: The Alfianello meteorite: a mislabelled sample. In: ICAME-95 - International Conference on the Applications of the Mössbauer Effect. 1996, S. 591, bibcode:1996icam.conf..713S. | | |
| 2010 | | | Rosa Bernstein Scorzelli, M. CHRISTOPHE MICHEL-LÉVY, Eric Gilabert, Bernard Lavielle, Izabela Azevedo, W. F. Vieira, T. V. V. COSTA, M. A. B. ARAÚJO: The Campos Sales Brazil meteorite: A lightly shocked L5 chondrite fall. In: Meteoritics & Planetary Science. Band 33(6), 2010, S. 1335 - 1337, doi:10.1111/j.1945-5100.1998.tb01317.x. | | |